# ویل پولتر
ویل پولتر (به انگلیسی: Will Poulter) (زاده ۲۸ ژانویه ۱۹۹۳) بازیگر اهل انگلستان است. از کار های شاخص وی بازی در سری فیلم های دونده مارپیچ، بازگشته، مرگ یک تک‌شاخ و جنگاوری است.

## بخشی از فیلمشناسی
| سال  | فیلم                              | نقش                | توضیحات |
| ---- | --------------------------------- | ------------------ | ------- |
| ۲۰۰۷ | پسر رمبو                          | لی کارتر           |         |
| ۲۰۱۰ | سرگذشت نارنیا: سفر کشتی سپیده‌پیما | یوستاس اسکراب      |         |
| ۲۰۱۳ | ما میلرها هستیم                   | کنی راسمور         |         |
| ۲۰۱۴ | پلاستیک                           | فوردی              |         |
| ۲۰۱۴ | دونده مارپیچ                      | گالی               |         |
| ۲۰۱۵ | بازگشته                           | جیم بریجر          |         |
| ۲۰۱۶ | ماشین جنگ                         | گروهبان ریک اورتگا |         |
| ۲۰۱۷ | دیترویت                           | فیلیپ کراوس        |         |
| ۲۰۱۸ | دونده مارپیچ: علاج مرگ            | جالی               |         |
| ۲۰۱۹ | میدسامر                           | مارک               |         |
| ۲۰۲۱ | امتیاز                            | تروی               |         |
| ۲۰۲۲ | نگهبانان کهکشان بخش ۳             | آدام وارلاک        |         |
| ۲۰۲۴ | سوار بر اسب‌های چابک               | لی                 |         |
| ۲۰۲۵ | مرگ یک تک‌شاخ                      | شپرد لئوپولد       |         |
| ۲۰۲۵ | جنگاوری                           | اریک               |         |
| ۲۰۲۶ | من سارقین را دوست دارم            |                    |         |